# Kierälahti
Kierälahti är en ort i Äänekoski stad (kommun) i landskapet Mellersta Finland i Finland. Kierälahti utgjorde en tätort (finska: taajama) fram till tätortsavgränsningen 2021.
Vid tätortsavgränsningen den 31 december 2020 hade Kierälahti 416 invånare och omfattade en landareal av 1,49 kvadratkilometer. Året därefter hade området vuxit ihop med Äänekoski centraltätort och Kierälahti klassificerades inte längre som tätort.